# Henrique de Figueiredo e Alarcão
Henrique de Figueiredo e Alarcão foi um administrador colonial português que exerceu o cargo de Governador e de Capitão-General na Capitania-Geral do Reino de Angola entre 1717 e 1722, tendo sido antecedido por João Manuel de Noronha e sucedido por António de Albuquerque Coelho de Carvalho. 